# 大喜利
大喜利（おおぎり、おおきり）は、演芸の一形式である。寄席の余興として考案され、のちに放送メディアを通じて独自に発展し、バラエティ番組・インターネット上の企画や、多数の観客を招いての大きなイベントとしても行われる。

## 概要
寄席においてトリ（最後を飾る出演者）がいない場合、それに代わる最後の演目として、観客へのいわばアンコールに相当するサービスとして行われていたものである。余興として、その日の寄席の複数の出演者が再び登場し、観客からテーマをもらって互いに芸を競い合った。
「大」は歌舞伎の「大切」（一日の興行の最終幕最後の場面）にちなんだものであり、「喜利」は客も喜び、演者も利を得るという意味の当て字である。このように「大喜利」は寄席のプログラムを指す言葉であったが、そのうち出し物そのものを表す語となっていく。
テレビ番組『笑点』のコーナー「大喜利」を通してこの語が世間に広く知られたため、近年のテレビ番組やインターネット上などで行われる「大喜利」は、司会者の出題に対して、ひねりを効かせて答える、と言った言葉遊びゲームの集合そのものを指すことが多いが、本来この形式のものは、様々な大喜利のうち「とんち」と呼ばれるものである。
元来の大喜利ではこの他に、歌や踊りの披露、三題噺、にわか（即興の芝居。数人の芸人が幽霊に扮して登場する道具入りの怪談噺など）、芸人による相撲、裁判の真似事など、趣向を凝らしたさまざまなものが行われている。

## 大喜利の古典的お題
- なぞかけ
- 川柳・狂歌・都々逸

パロディを作るものや、折句（あいうえお作文）の形式で答えるものなど。
- 無理問答
- 山号寺号
- 俗曲・端唄
  - ベンベン

「ベンベン節」とも。落語の『豊竹屋』の掛け合いに由来。「AのようでAでない」「ベンベン（三味線を弾く音の真似）」「BのようでBでない」「ベンベン」「それは何かと尋ねれば、C、C」の形式で、AとBからかけ離れたCを答えるもの。
- 売名節（うりなぶし）

「忘れ節」「売名を忘れ節」とも。売り子が商品の名を忘れたという趣向で、「Aを売りにやったら売名を忘れ」「Bを買わしゃませんかいな。ヤレコラサ、ドッコイサノサ」と掛け合う。
- 落ちてます

「落ちてます、落ちてますよ。（どこそこ）に○○が落ちてます。拾うてようかな。誰も見てへんな。拾うて見たら××やった」という文句で、似て非なるものに見間違えたという笑いを取る。価値のあるものに見えたが実は無価値なものであったというオチに終わる。

## 現在の寄席における吉例大喜利
- 住吉踊り - 古今亭志ん朝により復興させたことが有名。落語協会の浅草演芸ホール8月中席昼の部で大喜利として披露される。この興行は落語芸術協会（芸協）など他の協会に所属する咄家も出演し、江戸定席では唯一、各協会の顔付けを問わない編成となっている。
- 「にゅうおいらんず」による演奏 - 三遊亭小遊三、春風亭昇太らが中心となって結成された落語芸術協会会員によるデキシーバンドの演奏。浅草演芸ホール8月上席の芸協昼の部で大喜利として披露される。
- 「アロハマンダラーズ」による演奏 - 同じく落語芸術協会員によるハワイアンバンド。浅草演芸ホール7月中席の芸協昼の部の大喜利として披露される。
- 茶番 - 落語家による即興の芝居（「鹿芝居」とも呼ばれる）。2022年現在は11代目金原亭馬生を座長として、浅草演芸ホール7月上席の落語協会昼の部の大喜利として行われるほか、改装工事前の国立演芸場でも年1回程度披露されていた。
- このほか、落語芸術協会の桂竹丸を主任とする定席興行で、芸人（落語家のほか同協会所属のねづっちなどが出演）による大喜利（「謎かけ」）が行われることが恒例となっている。また、新たな試みとして同じく落語芸術協会の二ツ目落語家のユニットである「芸協カデンツァ」を中心とした軽演劇の「芸協カデンツァ新喜劇」が、浅草演芸ホール2024年12月上席昼の部後半5日間興行の大喜利として行われている[1]。

## 現代メディアにおける大喜利
現代メディアにおける大喜利は、古典的なスタイルの問答はほとんど見られず、お題に対して不条理な回答を返したり、写真から面白い台詞を想像して答えたりする形式の問答が主流を占めている。この流れは1996年から放送が始まった『一人ごっつ』が最初とされている。松本人志は団体芸の『笑点』に対して、「発想力のスポーツ」としての新たな大喜利のスタイルを開拓し、これ以降は『ダイナマイト関西』や『IPPONグランプリ』など、大喜利のイベントや大会も行われるようになり、大喜利の競技化が進んだとされる。

### 大喜利が行われたテレビ・ラジオ番組
- 笑点
- お好み演芸会 - 「花の落語家5人衆の知恵くらべ」コーナー
- 爆笑おもしろ寄席 - 「笑いと恐怖のハリセン大喜利」コーナー
- お笑いタッグマッチ
- お笑いとんち袋
- 日曜演芸会 → 末廣演芸会
- お笑い頭の体操
- ダウンタウンのガキの使いやあらへんで!
- 摩訶不思議 ダウンタウンの…!?
- ダウンタウン汁 - 「お笑い頭脳バトル」コーナー
- かざあなダウンタウン
- 一人ごっつ
- 内村プロデュース
- 着信御礼!ケータイ大喜利
- 千原ジュニアの大喜利塾「題と解」
- お笑いマンガ道場 - 解答は1コマ漫画形式で披露するマンガ大喜利形式のバラエティー番組。
- フットンダ
- Shibuya Deep A
- 千原ジュニアの座王 - 対決内容に『大喜利』パネルが1,2枚配置されていて、視聴者から大喜利におけるお題投稿を募集している。
- ひらがな推し→日向坂で会いましょう - 「ひらがな推し」時代に行われた企画「ドキッ! ひらがなだらけの爆笑大喜利大会!」を皮切りに、宮崎県内ロケ[3]などでフリップを用いた大喜利を中心に展開[4]。また、特定のメンバーの生い立ちを年表で表し、めくりで隠されている部分を当てるシンプルな企画でも他メンバーから大喜利回答が飛び出すなど、「アイドル番組だが、芸人の番組かと思うほど笑いどころが多い」とも評されている[5]。
- フィロのス亭 - 番組は毎回大喜利ミニコーナーから開始。
- 山里亮太のまさかのバーサーカー - 文化人が体を張った過酷ロケ収録の最中に起こったことを中心にクイズという名のお題を出題し、解答は大喜利形式となっている。
- ゴッドタン - 下ネタ大喜利企画である「オオギリッシュNIGHT」として展開。
- 宇宙GメンEX - 火曜日にニッポン放送アナウンサーの吉田尚記を中心にTwitterを利用したTwitter大喜利というコーナーを展開していた。番組は2009年3月30日に始まり、12月30日に終了。
- 大喜利四賢者の「オレたちしんけんじゃ!」
- ごくじょうラジオ - 「お酒よもやま大喜利」
- おはよう!スプーン
- すっぴん! - 木曜日の9時台（2014年4月から2019年3月までは8時台）に「日本一早い!大喜利コーナー」を放送。担当は川島明。
- お笑い地賛地笑バラエティ ガンバッペ魂
- サンドウィッチマンの天使のつくり笑い - 「ピンチを笑いに変えろ!天使の一言」というコーナーで展開。
- 土曜ワイドラジオTOKYO ナイツのちゃきちゃき大放送 - 12時台に「初心者歓迎!まっぴるま大喜利」を放送。
- スーパーヒットチャートなまらん - 「大喜利ランキング」・「冬季オオギリンピック」というコーナーを展開。
- ベストテンほっかいどう - 「オダイバーズハイ!」というコーナーを展開。
- The BAY☆LINE - DJ伊津野亮のプレゼント企画（通称職質ダウンジャケットプレゼント企画）として、吹き出し大喜利企画としてリスナーからの吹き出しコメントを募集していた。
- ひーぷー☆ホップ - 「ひーぷー☆大喜利dojo」というコーナーを展開。
- THE芸人プリズン - 刑務所を舞台とした大喜利番組。「爆笑」を100個獲得しないと出所不能。
- ぐるぐるナインティナイン - アバター大喜利
- 光速脳天!ベタキング
- ラヴィット! - 生活情報番組にもかかわらず、頻繁に大喜利状態が発生することから、「情報番組の皮をかぶった大喜利バラエティ番組」、司会者がかつて上述『すっぴん!』に出演していた川島明であることから、「日本一早い大喜利番組」と評される[6]。
- 有吉の壁 - 2時間スペシャルに限り、「豪華懐石料理を超えろ!大喜利の壁」として展開。
- こでらんに5next - 金曜日に「こでらー大喜利」を放送。
- King & Princeる。
- 山里亮太の不毛な議論 - 毎年夏に「真夏の大喜利甲子園」としてリスナーから大喜利の回答を募集し紹介する放送を行っている。
- まいにち大喜利 - テレビの地上波での放送はなく、テレビ朝日公式YouTubeチャンネル「動画、はじめてみました」およびTELASAで配信。

### 大喜利のイベント・大会
- ダイナマイト関西
- IPPONグランプリ
- 野澤輸出のお笑い大喜利
- 大喜利天下一武道会
- EOT
- AUN〜コンビ大喜利王決定戦〜
- 大喜る人たち

### 大喜利を取り扱った作品
漫画
- キッドアイラック!（長田悠幸）
- 野球大喜利→野球のトリセツ（カネシゲタカシ） - 作者のTwitter（現・X）で投稿を募り、ベスト9に入ると1コマ漫画形式でコミカライズ[7]するTwitter連動型企画。2021年に野球のトリセツとしてリニューアルし、4カ所分のスペースに入ると1コマ漫画形式でコミカライズする。

### 大喜利を取り扱うサービス
- ボケて（bokete）
- ネタボケライフ
- Yahoo!知恵袋
- 大喜利茶屋
- コロモー
- 大喜利総合サイト
- 大喜利名人維新
- 大喜利たろう
- 大喜利β（ベータ） - 人工知能（AI）が回答

### その他大喜利関連のサービス等
- ユーテル（JELLY JELLY GAMES） - 大喜利を題材にしたカードゲーム。中西茂樹（なすなかにし）が考案。
- 黙喜利 - 「TRAIN TV」（JR東日本の一部列車車内）で放送される大喜利番組。